# テンダー・マーシー
『テンダー・マーシー』（Tender Mercies）は、ブルース・ベレスフォード監督による1983年のアメリカ合衆国の映画。
日本では劇場未公開である。

## ストーリー
落ちぶれたカントリー歌手であるマックの再起を描く。

## キャスト
- マック・スレッジ - ロバート・デュヴァル
- ロザリー - テス・ハーパー
- ディキシー - ベティ・バックリー（英語版）
- ハリー - ウィルフォード・ブリムリー
- スーアン - エレン・バーキン
- ソニー - アラン・ハーバード
- ロバート - レニー・フォン・ドーレン

## 受賞歴
| 賞                           | 部門                    | 候補者                                            | 結果       |
| ---------------------------- | ----------------------- | ------------------------------------------------- | ---------- |
| アカデミー賞                 | 作品賞                  | フィリップ・S・ホベル                             | ノミネート |
| アカデミー賞                 | 主演男優賞              | ロバート・デュヴァル                              | 受賞       |
| アカデミー賞                 | 監督賞                  | ブルース・ベレスフォード                          | ノミネート |
| アカデミー賞                 | 脚本賞                  | ホートン・フート                                  | 受賞       |
| アカデミー賞                 | 歌曲賞                  | "Over You" ボビー・ハート、オースティン・ロバーツ | ノミネート |
| ゴールデングローブ賞         | 作品賞 (ドラマ部門)     | 『テンダー・マーシー』                            | ノミネート |
| ゴールデングローブ賞         | 主演男優賞 (ドラマ部門) | ロバート・デュヴァル                              | 受賞       |
| ゴールデングローブ賞         | 助演女優賞              | テス・ハーパー                                    | ノミネート |
| ゴールデングローブ賞         | 監督賞                  | ブルース・ベレスフォード                          | ノミネート |
| ゴールデングローブ賞         | 主題歌賞                | "Over You" ボビー・ハート、オースティン・ロバーツ | ノミネート |
| カンヌ国際映画祭             | パルム・ドール          | ブルース・ベレスフォード                          | ノミネート |
| ニューヨーク映画批評家協会賞 | 主演男優賞              | ロバート・デュヴァル                              | 受賞       |
| ロサンゼルス映画批評家協会賞 | 主演男優賞              | ロバート・デュヴァル                              | 受賞       |
| 全米監督協会賞               | 長編映画監督賞          | ブルース・ベレスフォード                          | ノミネート |